# Luiz Peter Clode
Luiz Peter Stanton Clode (Funchal, 1 de abril de 1904 — Funchal, 6 de abril de 1990) foi um engenheiro mecânico e electrotécnico, professor, publicista e músico que teve uma profunda influência na introdução da música erudita na Madeira e no desenvolvimento da rádio naquele arquipélago. O seu nome é recordado como patrono do Conservatório e Escola Profissional das Artes da Madeira — Eng. Luiz Peter Clode.

## Biografia
Nasceu na Quinta Gertrudes, freguesia de Santa Luzia do Funchal, no seio de uma família de ascendência britânica, filho de Archibald George Clode e de sua esposa Maria Francelina Crawford do Nascimento.
Realizou os estudos elementares e secundários na sua cidade natal, concluindo com distinção o curso liceal no Liceu de Jaime Moniz.
Ingressou em 1921 no curso de Matemática da Universidade de Coimbra, mas interrompeu prematuramente os estudos. Matriculou-se então na Faculdade de Engenharia da Universidade do Porto onde concluiu em 1930 o curso de engenharia mecânica e electrotécnica. No entretanto trabalhou como professor liceal em diversos colégios privados da cidade do Porto, entre os quais o Instituto Drumond.
Regressou ao Funchal, empregando-se como engenheiro nos serviços dependentes da Junta Geral do Distrito Autónomo do Funchal, onde ascenderia às funções de engenheiro director dos Serviços Industriais, Eléctricos e de Viação. Paralelamente foi professor na Escola Industrial e Comercial do Funchal, no Seminário Diocesano do Funchal e no Colégio Missionário do Sagrado Coração de Jesus. Também chefiou a delegação do Instituto Português de Conservas de Peixe no Funchal.
Era um entusiasta da música, revelando-se um compositor de grande mérito. A paixão pela música, associada aos seus conhecimentos de electrotecnia levou a que fosse um dos principais promotores da fundação do Posto Emissor do Funchal, estação de radiodifusão de que foi director até ao seu falecimento em 1990.
Outra área de actividade em que se destacou foi na divulgação da música erudita, sendo um dos fundadores da Sociedade de Concertos da Madeira, que em 1943 deu origem à Academia de Música da Madeira, mais tarde Academia de Música e Belas Artes, e actualmente a Conservatório e Escola Profissional das Artes da Madeira — Eng. Luiz Peter Clode (CEPAM). A instituição iniciou o ensino das belas artes na Madeira, oferecendo cursos de música, pintura e escultura. Alguns anos após a sua fundação, o estabelecimento passou a ministrar cursos de línguas modernas, oferecendo cursos de português, francês, inglês, alemão e italiano.
Para além de múltiplas monografias, publicou artigos em diversos periódicos e fundou e dirigiu a revista Das artes e da História da Madeira, de que foi director ente 1948 e 1971.

## Obra
Foi autor de uma vasta obra de música sacra e profana, na qual se destaca:
- Fantasia
- Conto de amor
- Fantasia n.º 2
- Tantum ergo.

Entre outras monografias, é autor das seguintes obras publicadas:
- Registos dos Brasões de Armas de Famílias que passaram à Madeira. Funchal, 1947.
- Registo genealógico de famílias que passaram à Madeira. Funchal, 1952.
- Registo Bio-Bibliográfico de Madeirenses: Séc. XIX e XX. Funchal: Caixa Económica do Funchal, 1983.
- Património Artístico da ilha da Madeira: Lampadários. Funchal: Junta Geral do Distrito Autónomo do Funchal, s.d.
- Exposição de Escultura Religiosa: Catálogo. Funchal: Junta Geral do Distrito Autónomo do Funchal, 1954.
- Andradas do Arco. Funchal, 1962.
- Cabrais e Pontes de Gouveia : genealogia da Família Clode. Funchal, 1966.
- Património artístico da ilha da Madeira: Catálogo ilustrado de exposições de ourivesaria sacra. Edição da Junta Geral do Distrito Autónomo do Funchal, 1951.